# Aba Ervin
Aba Ervin, teljes nevén Aba Ervin Aladár Vladimir (Eszék, 1899. március 31. – Mannheim, 1978. szeptember 13.) Nemzetvédelmi Kereszttel kitüntetett magyar orvos, Lendvay Ferenc színházigazgató apósa és Lendvai Ildikó nagyapja, eszperantista.

## Élete
Középiskolai tanulmányait Nagyváradon, Károlyvárosban, Fiumében, Pécsett és Budapesten végezte. A magyar fővárosban és Debrecenben végezte egyetemi tanulmányait, utóbbi helyen avatták orvossá. Kórházi, klinikai gyakorlatot folytatott Budapesten és Debrecenben, orvosi gyakorlatát pedig Balatonmáriafürdőn és Balatonberényben. Egy ideig a Duna–Száva–Adria Vasút (DSA) orvosa volt, majd OTI orvos. 1929. márciusban Erdőtelek község képviselőtestülete megválasztotta községi orvosnak, emellett a református fiókegyház gondnoka is volt. 1929 novemberében egy helyi földműves, Barőcsi István megvádolta Abát, miszerint ő okozta újszülött gyermeke halálát. Aba, hogy tisztázza magát, jelentést tett az esetről a helyi csendőrségen, így eljárás indult, amelyet hamarosan megszüntettek, mivel a boncolás nyomán igazolást nyert ártatlansága. Ezek után az apa ellen indult bűnvádi eljárás a csendőrség részéről, ugyanis az orvos által rendelt gyógyszerek árát elitta. Röntgen-kurzust, illetve kórházi gyakorlatot Bécsben, a Jubileumspital röntgenambulanciáján végzett, 1941 októberében Nemzetvédelmi Kereszttel tüntették ki. Szerteágazó nyelvismerete volt, a német mellett olaszul, szerbül, horvátul, franciául, spanyolul és eszperantóul is beszélt. A Miskolci Kerületi Orvosi Kamara tagja volt.
Cikke jelent meg a Tuberkulózis elleni küzdelem c. lapban (Roboráló eljárás hatyphusvaccinával).
1945 után Németországban telepedett le. 1978-ban Mannheimben hunyt el, a helyi temetőben nyugszik.

### Családja
Aba (szül. Agbaba) Illés császári és királyi ezredes (1859–1934) és Axman(n) Adél fiaként született Eszéken, vallása görögkeleti. Apai nagyszülei Aba (szül. Agbaba) Mihály és Bogdán Zsófia voltak. 1923. március 17-én Debrecenben házasságot kötött Höffer Máriával, Höffer Ferenc és Erdőss Irén lányával. 1924. március 16-án Debrecenben született meg lányuk, Mária Ildikó, aki 1946. február 9-én Debrecenben házasságot kötött Léderer (Lendvay) Ferenc színházi rendezővel, főiskolai tanárral, Léderer Ferenc és Nagy Teréz fiával, akitől azonban 1954-ben elvált. Aba Ervin és Höffer Mária házassága is felbontatott, Aba 1932. május 8-án Budapesten, a Józsefvárosban házasságot kötött Nyul Évával, Nyul Endre István és Szabó Juliánna örökbefogadott, Bernát Vince és Vallner Regina természetes lányával. 1933 novemberében született meg közös gyermekük, Beatrix.